# 緊急時対策支援システム
緊急時対策支援システム（きんきゅうじたいさくしえんシステム、英語: Emergency Response Support System、ERSS）とは、原子力災害の発生時において、事故の状態を判断し、その後の事故進展をコンピュータにより解析・予測する日本のシステム。

## 概要
緊急事態において、国が原子力災害応急対策を実施するに当たり、必要となる事故進展予測を支援するために、電気事業者から送られてくる情報に基づき、事故の状態を監視し、専門的な知識データベースに基づいて事故の状態を判断し、その後の事故進展をコンピュータにより解析・予測するシステム。チェルノブイリ原発事故などを受け、原子力事故が起きた際の国の対応を迅速化する目的で導入された。全原発55基の原子炉の圧力や周辺の放射線量などの状況を一元的に把握し、事故状況を予測することなどができる。これまでに国が155億円以上を投じ開発・運用してきた。

## 開発・運営の主体
2003年9月まで原子力発電技術機構が実施してきたERSSの開発・運用は、2003年10月以降、独立行政法人原子力安全基盤機構が引き継ぐ。
2014年3月1日、原子力安全基盤機構が原子力規制庁と統合、原子力規制委員会が引き継ぐ。

## 福島第一原子力発電所事故における使用
総理大臣官邸危機管理センターには、2・3号機の緊急時対策支援システム（ERSS）の予測が送付されている。